# Pogona
Pogona is een geslacht van hagedissen uit de familie agamen (Agamidae).

## Naam en indeling
De wetenschappelijke naam van de groep werd voor het eerst voorgesteld door Ernst Ahl in 1926.
Er zijn zeven soorten waarvan de dwergbaardagame (Pogona henrylawsoni, 1985) de meest recent beschreven soort is. De verschillende soorten worden wel baardagamen genoemd. Veel van de agamen behoorden vroeger tot het geslacht Amphibolurus. Een ondersoort van Pogona minor (Pogona minor minima) wordt door sommige bronnen als een aparte soort beschouwd.

## Uiterlijke kenmerken
Alle soorten hebben een dorsaal afgeplat lichaam en een grote ronde kop. De trommelvliezen zijn goed zichtbaar. De staart is ongeveer twee keer zo lang als het lichaam. De verschillende soorten hebben vaak kleine stekeltjes aan de kop, de flanken en de staart.

## Verspreiding en habitat
De soorten komen voor in delen van Australië en leven in de staten New South Wales, Noordelijk Territorium, Queensland, Victoria, West-Australië en Zuid-Australië.
De habitat bestaat uit droge savannen en halfwoestijnen, scrubland en droge tropische en subtropische bossen.

## Levenswijze
De agamen kennen een goed ontwikkelde vorm van communicatie, bestaande uit het zwaaien met de poten en het knikken met de kop. Op het menu staan zowel kleine ongewervelden zoals insecten als plantendelen zoals fruit.

## Beschermingsstatus
Door de internationale natuurbeschermingsorganisatie IUCN is aan zes soorten een beschermingsstatus toegewezen. Alle soorten worden beschouwd als 'veilig' (Least Concern of LC).

## Soorten

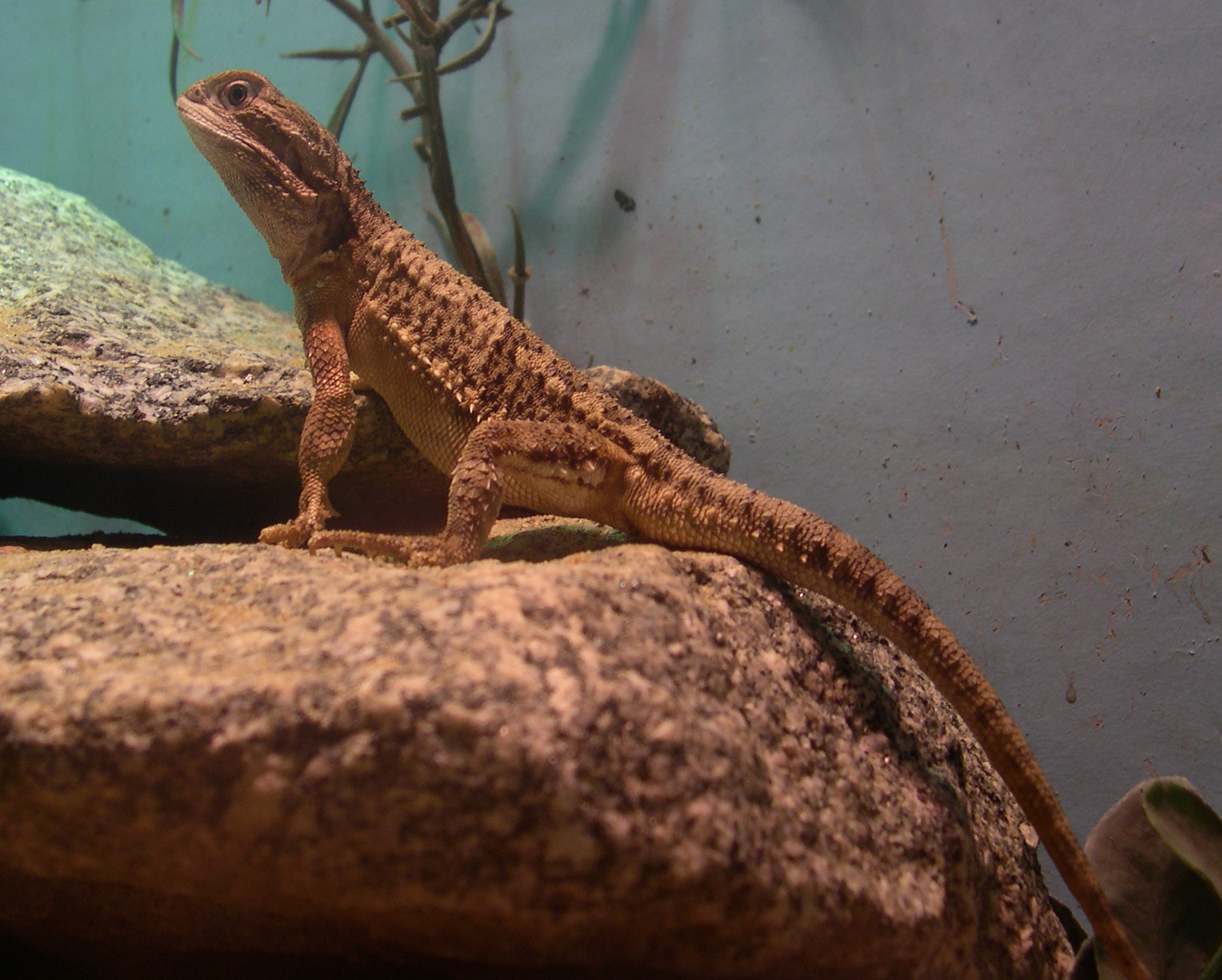
Dwergbaardagame in Diergaarde Blijdorp, Rotterdam.

Het geslacht omvat de volgende soorten, met de auteur en het verspreidingsgebied.
| Naam                                  | Auteur                   | Verspreidingsgebied                                                                       |
| ------------------------------------- | ------------------------ | ----------------------------------------------------------------------------------------- |
| Pogona barbata                        | Cuvier, 1829             | Australië (New South Wales, Queensland, Victoria, Zuid-Australië)                         |
| Dwergbaardagame (Pogona henrylawsoni) | Wells & Wellington, 1985 | Australië (Queensland)                                                                    |
| Pogona microlepidota                  | Glauert, 1952            | Australië (West-Australië)                                                                |
| Pogona minor                          | Sternfeld, 1919          | Australië (Noordelijk Territorium, West-Australië, Zuid-Australië)                        |
| Pogona mitchelli                      | Badham, 1976             | Australië (Noordelijk Territorium, West-Australië)                                        |
| Pogona nullarbor                      | Badham, 1976             | Australië (West-Australië, Zuid-Australië)                                                |
| Baardagame (Pogona vitticeps)         | Ahl, 1926                | Australië (New South Wales, Noordelijk Territorium, Queensland, Victoria, Zuid-Australië) |